# Brachystegia kennedyi
Brachystegia kennedyi är en ärtväxtart som beskrevs av Hoyle. Brachystegia kennedyi ingår i släktet Brachystegia och familjen ärtväxter. IUCN kategoriserar arten globalt som sårbar. Inga underarter finns listade i Catalogue of Life.